# Tế tân hoa nhăn
Tế tân hoa nhăn (danh pháp hai phần: Asarum crispulatum) là một loài thực vật thuộc họ Mộc hương nam. Đây là loài đặc hữu của Trung Quốc.